# Piracanjuba Esporte Clube
Piracanjuba Esporte Clube é um clube brasileiro de futebol, sediado na cidade de Piracanjuba, no estado de Goiás.

## História
A profissionalização da equipe ocorreu em 1990, quando naquele ano disputou o Campeoanto Goiano Segunda Divisão e terminando na quarta colocação do campeonato. No ano seguinte, a equipe grená viria à conquistar o seu primeiro e único título da Segunda Divisão, com uma vantagem de sete pontos há frente do Itumbiara.
As únicas ocasiões que o time disputou o Campeoanto Goiano foi em 1992 e 1994 e em ambas fez uma campanha pífia. Na primeira ocasião ficou na última colocação dentre dezesseis equipes participantes, somando doze pontos em trinta jogos. E na segunda ocasião ficou na penúltima colocação dentre dezoito clubes, somando vinte nove em trinta e quatro jogos. O último registro do Piracanjuba como equipe profissional foi em 1998, quando disputou Campeoanto Goiano Segunda Divisão e novamente fazendo uma fraca campanha, somando apenas dois pontos em todo o torneio.

## Títulos
| Estaduais | Estaduais                             | Estaduais | Estaduais  |
|           | Competição                            | Títulos   | Temporadas |
|           | Campeonato Goiano - Divisão de Acesso | 1         | 1991       |
| --------- | ------------------------------------- | --------- | ---------- |